# Chloroclystis chingana
Chloroclystis chingana là một loài bướm đêm trong họ Geometridae.